# 渡邊友哉
渡邊 友哉（わたなべ ともや、1989年5月7日 - ）は、日本の元ラグビーユニオン選手。

## プロフィール
- 愛知県出身[1]。
- 現役時代のポジションはフッカー(HO)。
- 身長 173cm、体重 100kg
- ニックネームはナベ。

## 略歴
2008年、西陵高校卒業後、関東学院大学に入る。なお西陵高校時代、主将を務め、第31回高校東西対抗試合に東軍として出場した。
2012年、関東学院大学卒業後、豊田自動織機シャトルズ(現・豊田自動織機シャトルズ愛知)に加入。同年10月28日に行われたトップウェストA第4節のJR西日本レイラーズ戦に途中出場で公式戦初出場を果たした。
2023年、現役を引退した。なお引退試合となる同年3月25日、JAPAN RUGBY LEAGUE ONE第10節清水建設江東ブルーシャークス戦では自身初となる3トライ(ハットトリック)をあげた。